# 역천로
역천로(Yeokcheon-ro)는 충청남도 당진시 당진동운산고개에서 당진시 당진동 채운교차로를 잇는 도로이다.

## 주요경유지
충청남도
- 당진시 (당진동)

## 노선
| 이름              | 접속 노선                        | 소재지        | 소재지        | 비고                                               |
| 운암로와 직결     | 운암로와 직결                    | 운암로와 직결 | 운암로와 직결 | 운암로와 직결                                      |
| ----------------- | -------------------------------- | ------------- | ------------- | -------------------------------------------------- |
| 운산고개          |                                  | 당진시        | 당진동        | 국가지원지방도 제70호선 구간 지방도 제647호선 구간 |
| 구룡삼거리        | 국가지원지방도 제70호선 (면천로) | 당진시        | 당진동        | 국가지원지방도 제70호선 구간 지방도 제647호선 구간 |
| 구룡교            |                                  | 당진시        | 당진동        | 지방도 제647호선 구간                              |
| 성당초등학교      |                                  | 당진시        | 당진동        | 지방도 제647호선 구간                              |
| 성당삼거리        | 지방도 제647호선 (정미로)        | 당진시        | 당진동        | 지방도 제647호선 구간                              |
| 사기소리교 용연교 |                                  | 당진시        | 당진동        |                                                    |
| 채운사거리        | 남부로 백암로                    | 당진시        | 당진동        |                                                    |
| 채운 교차로       | 국도 제32호선 (서해로) 운곡로    | 당진시        | 당진동        |                                                    |

## 주요 건물및 시설
- 성당초등학교 (역천로 222/사기소동 644-5)
- 한진택배 당진영업소 (역천로 227/사기소동 741)
- GS칼텍스 서해안주유소 (역천로 360/사기소동 415-1)
- SK에너지 영일충전소 (역천로 581/용연동 899)
- 당진소방서 (역천로 838/채운동 118-5)
- 애니카랜드 채운점 (역천로 843/채운동 123-43)